# Liste der Bischöfe von Triest
Die Stadt Triest ist nachweislich seit dem 6. Jahrhundert Sitz eines Bischofs. Aufgrund der frühen Verehrung des Heiligen San Giusto und der ausgeprägten liturgischen und ekklesiologischen Organisation der christlichen Gemeinde in diesem Jahrhundert wird allerdings vermutet, dass die norditalienische Stadt bereits früher über einen Bischof verfügte (siehe auch Bistum Triest).

## Bischöfe von Triest (bis 948)
- Hyacinth I. (ca. 70)
- Primus (?–120)
- Martin (ca. 148)
- Sebastian (ca. 300)
- Frugiferus (ca. 546)
- Germinianus (ca. 568?)
- Severus I. (580–601)
- Firmius (ca. 602)
- Gaudentius (ca. 680)
- Gregor (715)
- Johann I. (ca. 731)
- Mauritius (ca. 766)
- Fortunatus (angeblich Bischof von Triest, 790?–802)
- Leon (804)
- Hildeger (802–814)
- Welderich (814–?)
- Heimbert (?–827)
- Severus II. (827–?)
- Taurinus (909?–911)
- Radald (ca. 929)

## Fürstbischöfe von Triest (948–1295)
- Johann II. (948–966) (erster Fürstbischof)[1]
- Peter I. (991)
- Richulf (1007–1017)[2]
- Adalgar (1031–1072/75)
- Heribert (1079–1082)
- Hartwig (1106–1116/35)
- Dietmar (1135–1141)
- Bernhard I. (1141–1152)
- Bernhard II. (1152–1186)
- Heinrich I. (1186–1188)
- Leuthold (1188–1190)
- Wolfgang (1190–1200)
- Enrico II. Rapizza (1200–1203)
- Ubaldo (1203–1209?)
- Gebhard I. (1209?–1211)
- Currado Bojani di Pertica (1212–1232)
- Leonardo I. (1232–1233)
- Bernardo III. di Cucagna (1233–1234)
- Gebard II. Arangone (1234–1236)
- Giovanni IV. (1236–1237)
- Ulrich di Portis (1237–1253)
- Leonardo II. (1253–1254)
- Aolenz von Wocisperch (1254–1255)
- Gregorio I. (1255–1259)
- Leonardo III. (1260–1261)
- Arlogno di Viscogni (1261–1281)
- Alwin di Portis (1281–1286)
- Brissa di Toppo (1286–1299)

## Bischöfe von Triest (1295–1828)
- Johann V. von Thurn (1299–1300)
- Enrico III. Rapizza (1300–1303)
- Rodolfo I. di Pedrazzano (1303–1304)
- Rodolfo II. Morandino de Castello Rebecco (1304–1320)
- Justus (1320–1322) gemeinsam mit
- Guido di Villalto (1320–1322)
- Gregorio Tanzi (1324–1327) (Administrator)
- Guglielmo Franchi (1328–1329)
- Avanzo Danielo (1329)
- Paschalis di Vedano (1330–1341)
- Francesco I. Amerino (1342–1346)
- Ludwig I. von Thurn (1346–1349)
- Antonio I. Negri (1349–1369)
- Angelo von Chioggia (1369–1383)
- Heinrich IV. von Wildenstein, O.F.M. (1383–1396) (auch Bischof von Pedena und Kruja)
- Siomone Saltarello (1396–1408)
- Giovanni VI. Tripoli (1408–1409)
- Niccolo I. di Carturi (1409–1417)
- Giacomo I. Bellardi (1417–1424)
- Martin (II.) Coronini (1424–1441)
- Niccolo II. Aldegardi (1441–1447)
- Ænea Silvio Piccolomini (1447–1450) (der spätere Papst Pius II.)
- Ludwig II. von Thurn (1450–1451)
- Antonio II. Goppo (1451–1487)
- Achaz von Sebriach (1487–1500)
- Luca I. di Renaldio (1500–1501)
- Pietro Bonomo (1501–1546) (auch Bischof von Wien 1522/1523)
- Francesco Rizzano (1549)
- Antonio III. Paragües Castillejo, O.S.B. (21. August 1549 bis 4. November 1558) (auch Erzbischof von Cagliari)
- Giovanni VII. Betta (1560–1565)
- Andrea Rapicio (1567–1573)
- Giacinto Frangipani (1574)
- Nicoló III. Coret (1575–1591)
- Giovanni VIII. Wagenring (1592–1597)
- Ursino de Bertis (1597–1620)
- Rinaldo Scarlicchio (1621–1630)
- Pompeo Coronini (1631–1646)
- Antonio IV. Marenzi (1646–1662)
- Francesco Massimiliano Vaccano (1663–1672)
- Giacomo II. Ferdinando Gorizutti (1673–1691), Einweihung der Jesuitenkirche Santa Maria Maggiore
- Giovanni IX. Francesco Miller (1692–1720)[3]
- Giuseppe Antonio Delmestri von Schönberg (1720–1721)
- Luca II. Sartorio Delmestri von Schönberg (1724–?)
- Leopold Josef Hannibal Petazzi (1740–1760)
- Anton Graf von Herberstein (1761–1774)
- Francesco Filippo Inzaghi (1775–1788)
- Sigismund Anton Graf von Hohenwart, S.J. (10. Februar 1791 bis 10. Januar 1794) (danach Bischof von St. Pölten)
- Ignazio Gaetano de Buset (1796–1803)

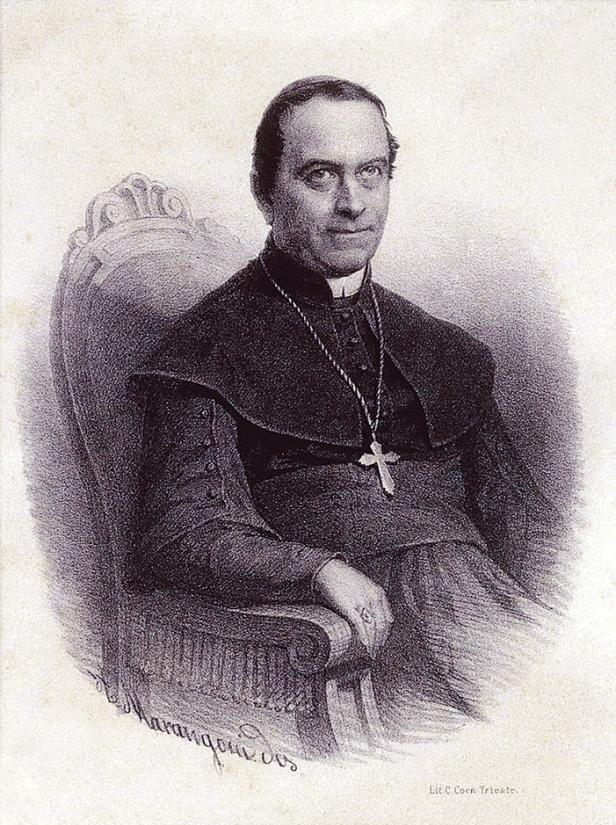
Bartolomeo Legat

- Sedisvakanz (1803–1821)

## Bischöfe von Triest-Capodistria (Koper) (1828–1977)
- Antonio Leonardis da Lucinico (1821–1830)
- Matteo Raunicher (Ravnikar) (1830–1845)
- Bartolomeo Legat de Naklas (1846–1875)
- Juraj Dobrila (1875–1882)
- Giovanni Nepomuceno Glavina (1882–1895)
- Andrea Maria Sterk (Šterk) (1896–1901)
- Franz Xaver Nagl (26. März 1902 bis 1. Januar 1910) (auch Koadjutorerzbischof von Wien)
- Andrej Karlin (6. Februar 1911 bis 15. Dezember 1919) (danach Bischof von Lavant)
- Angelo Bartolomasi (15. Dezember 1919 bis 11. Dezember 1922) (auch Bischof von Pinerolo)
- Luigi Fogar (9. Juli 1923 bis 30. Oktober 1936)
- Antonio Santin (16. Mai 1938 bis 28. Juni 1975) (vorher Bischof von Rijeka)
- Pietro Cocolin (1975–1977) (Apostolischer Administrator)

## Bischöfe von Triest (seit 1977)
- Lorenzo Bellomi (17. Oktober 1977 bis 23. August 1996)
- Eugenio Ravignani (4. Januar 1997 bis 4. Juli 2009)
- Giampaolo Crepaldi (4. Juli 2009 bis 2. Februar 2023)
- Enrico Trevisi (seit 2. Februar 2023)